# 말리 매틀린
말리 베서니 매틀린(영어: Marlee Bethany Matlin, 1965년 8월 24일 ~ )은 미국의 배우, 작가, 청각 장애 운동가이다.
생후 18개월 때 돌발진으로 고열을 앓으면서 오른쪽 귀 청력 모두와 왼쪽 귀 청력 80%를 상실한 청각 장애인이다. 매틀린은 2010년에 펴낸 자서전 I'll Scream Later에서 유전적으로 타고난 달팽이 기형이 근본 원인으로 짐작된다고 밝혔다.
7살 때부터 노스브룩 비영리 청각 장애 예술 단체에서 올리는 연극에 지속 출연하던 중 12살 때 공연을 보게 된 헨리 윙클러의 눈에 띄었고 연기를 계속하도록 격려받았다.
1986년 《작은 신의 아이들》을 통해 영화계에 데뷔하였다. 매틀린은 이 첫 영화 출연작으로 1987년 제59회 아카데미상 여우주연상을 수상하면서 역대 최연소 수상자가 되었으며, 이 기록은 오늘날까지도 깨지지 않고 있다(수상 당시 21세 218일). 매틀린은 또한 해당 부문에 후보로 오르거나 수상한 적이 있는 유일한 청각 장애인 배우이며, 아카데미상 남녀 연기 전 부문을 통틀어 후보 지명 혹은 수상에 성공한 최초의 청각 장애인 배우이기도 하다.
2009년 영화 분야로 할리우드 명예의 거리에 입성하였다.

## 출연 작품

### 영화
- 작은 신의 아이들 (1986)
- 불사신 워커 (1987)
- 플레이어 (1992)
- 어두워질 때까지 (1993)
- 코다 (2021)

### 텔레비전
- 세서미 스트리트 (1988)
- 사인펠드 (1993)
- 피켓 펜스 (1993-96)
- 이야기 도시 (1997)
- ER (1999)
- 저징 에이미 (1999)
- 더 프랙티스 (2000)
- 웨스트 윙 (2000-06)
- 블루스 클루스 (2002-03)
- 당신의 집을 고쳐드립니다 (2004) - 초대 손님
- 로앤오더: 성범죄 전담반 (2004-05)
- 위기의 주부들 (2005)
- CSI: 뉴욕 (2006)
- 당신의 집을 고쳐드립니다 (2006) - 객원 진행
- 마이 네임 이즈 얼 (2006-07)
- 엘 워드 (2007-09)
- 댄싱 위드 더 스타 (2008) - 본인
- 닙턱 (2008)
- 당신의 집을 고쳐드립니다 (2010) - 초대 손님
- CSI: 과학수사대 (2011)
- 스위치드 앳 버스 (2011-17)
- 패밀리 가이 (2012-21) - 애니메이션
- 글리 (2014)
- 코스모스 (2014) - 목소리 출연
- 코드 블랙 (2016)
- 더 매지션스 (2017-19)
- 콴티코 (2018)

### 공연
- 스프링 어웨이크닝 (2015)

## 같이 보기
- 아카데미상 최고 기록 목록